# Emeritus
U Rimskom Carstvu emeritus (u latinskom znači "islužen") bio je veteran rimske vojske koji je časno odslužio vojnu službu. 
Danas se termin koristi na sveučilištima; ranije je označavao umirovljenog profesora, a danas se titula professor emeritus dodjeljuje samo nekima, posebno zaslužnim umirovljenim profesorima.